# Montagne des Érables
Pour les articles homonymes, voir Acropole (homonymie).
Ne doit pas être confondu avec Montagne aux Érables.
La montagne des Érables, surtout connue sous le nom de son versant ouest, l'Acropole des Draveurs, est une montagne du massif du Lac Jacques-Cartier (chaîne des Laurentides) située au sein du parc national des Hautes-Gorges-de-la-Rivière-Malbaie et de la réserve écologique des Grands-Ormes, dans la région de Charlevoix. Elle culmine à 1 048 mètres.

## Toponymie
L'origine du nom de la montagne des Érables provient de la présence de l'érable à sucre, assez rare sous ces latitudes.
Celle de son versant ouest, l'Acropole des Draveurs, provient d'une expression poétique de l'écrivain Félix-Antoine Savard utilisée dans son poème Salut à Charlevoix qui a paru dans son recueil Le Bouscueil en 1972 : « …puissante forteresse que je surnommai l'Acropole, parce que j'y élevai un Parthénon de rêve sur la frise héroïque duquel défilaient les grands draveurs… ». Les draveurs en question, auquel il rend hommage, sont des ouvriers qui s'occupaient à diriger le flottage du bois dans la descente de la rivière lors de la crue provoquée par la fonte de la neige au printemps, ou par l'ouverture des vannes d'un barrage. Le mot provient de l'anglais to drive.

## Géographie

### Topographie

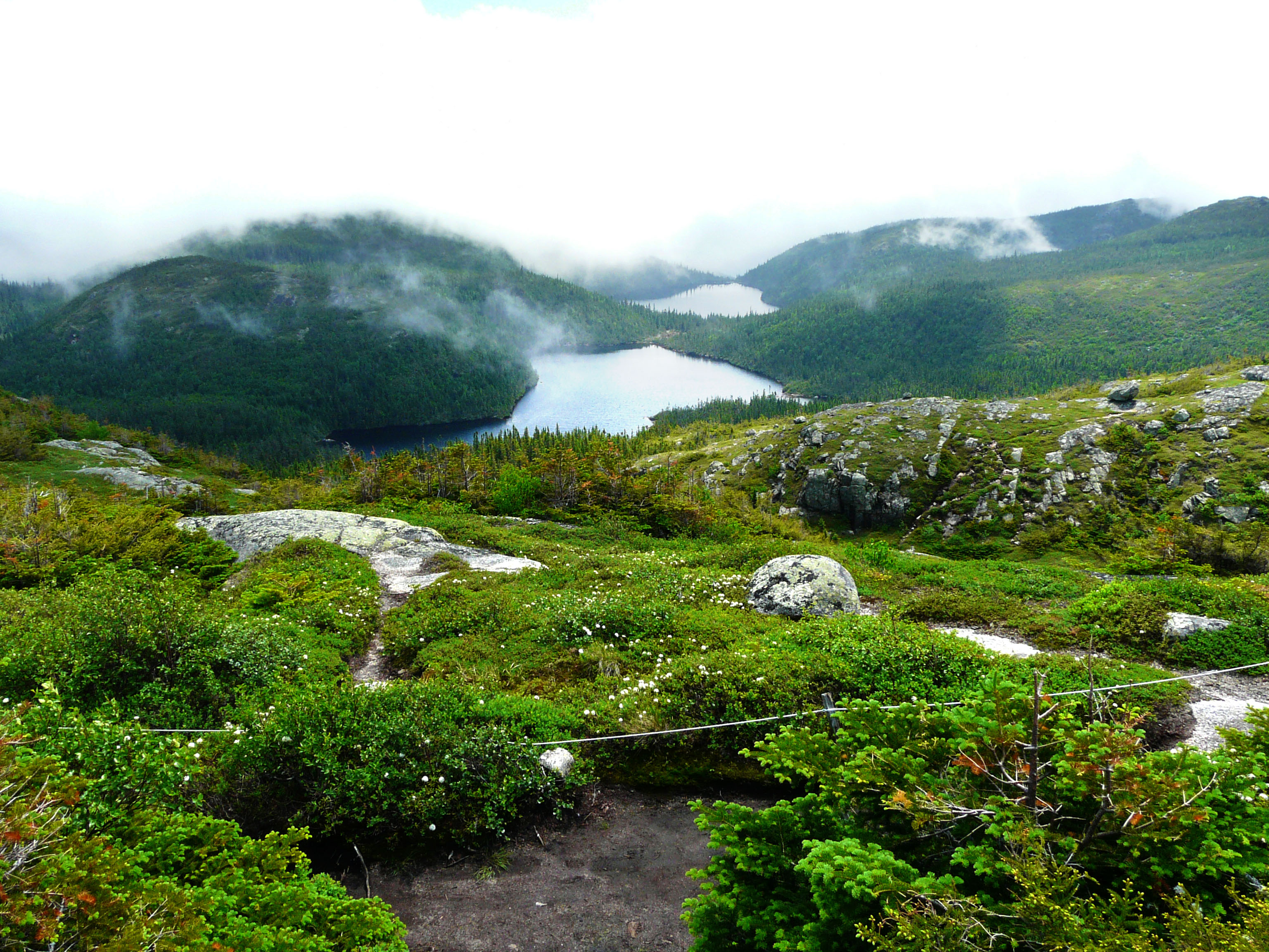
Vue des lacs du Moucherolle et du Pic Maculé, exemples de lacs glaciaires se trouvant au sommet de la montagne.

L'Acropole des Draveurs se présente sous la forme d'une paroi rocheuse dominant la vallée de la rivière Malbaie de plus de 800 mètres de haut. On distingue trois « sommets » du côté de cette paroi. Outre l'Acropole, la montagne est constituée d'un grand plateau vallonné où se trouvent entre autres les lacs du Pic Chevelu, du Pic Maculé et du Moucherolle.

### Géologie
La montagne est composée en majeure partie de gneiss charnockitique et de migmatite. L'escarpement ouest, dénudé, permet d'avoir un aperçu de la couche supérieure de la croûte terrestre. Bien que la chaîne des Laurentides soit l'une des plus âgées de la Terre et donc très érodée, de grandes fissures sont visibles sur ce sommet ainsi que sur les montagnes environnantes en raison de la pression sur la faille des Hautes Gorges.

### Faune et flore
Une importante partie de la montagne est protégée par la réserve écologique des Grands-Ormes en raison d'une érablière à orme d'Amérique et frêne noir, exceptionnelle vu sa localisation septentrionale. Également, son sommet dénudé d'arbres est recouvert d'une toundra alpine et de krummholz. Celle-ci est vulnérable au piétinage.
De 2004 à 2012, deux à cinq caribous forestiers de la harde de Charlevoix occupent son sommet, mais depuis 2013, aucune observation n'a été rapportée.

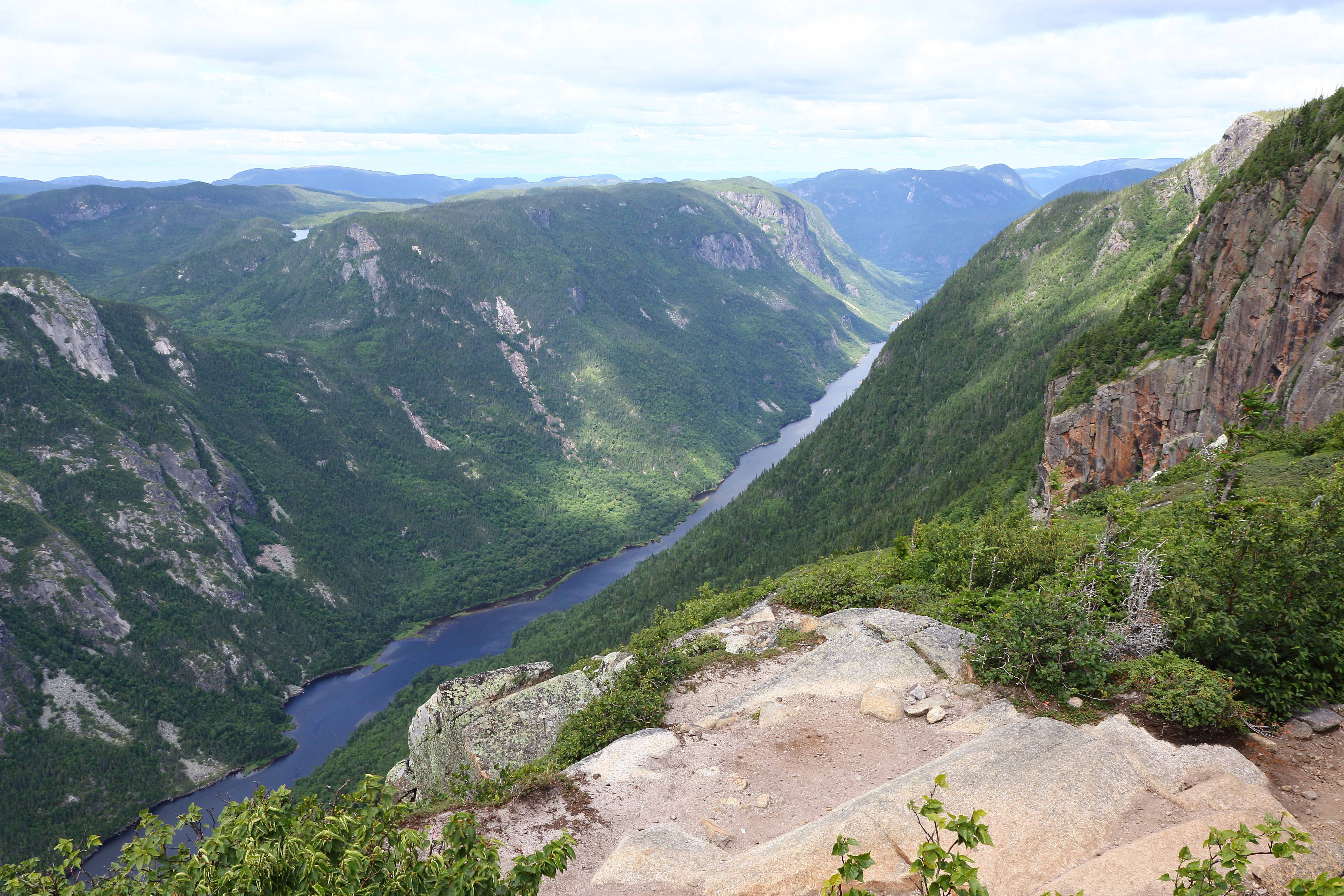
Vue de la rivière Malbaie depuis le sommet.
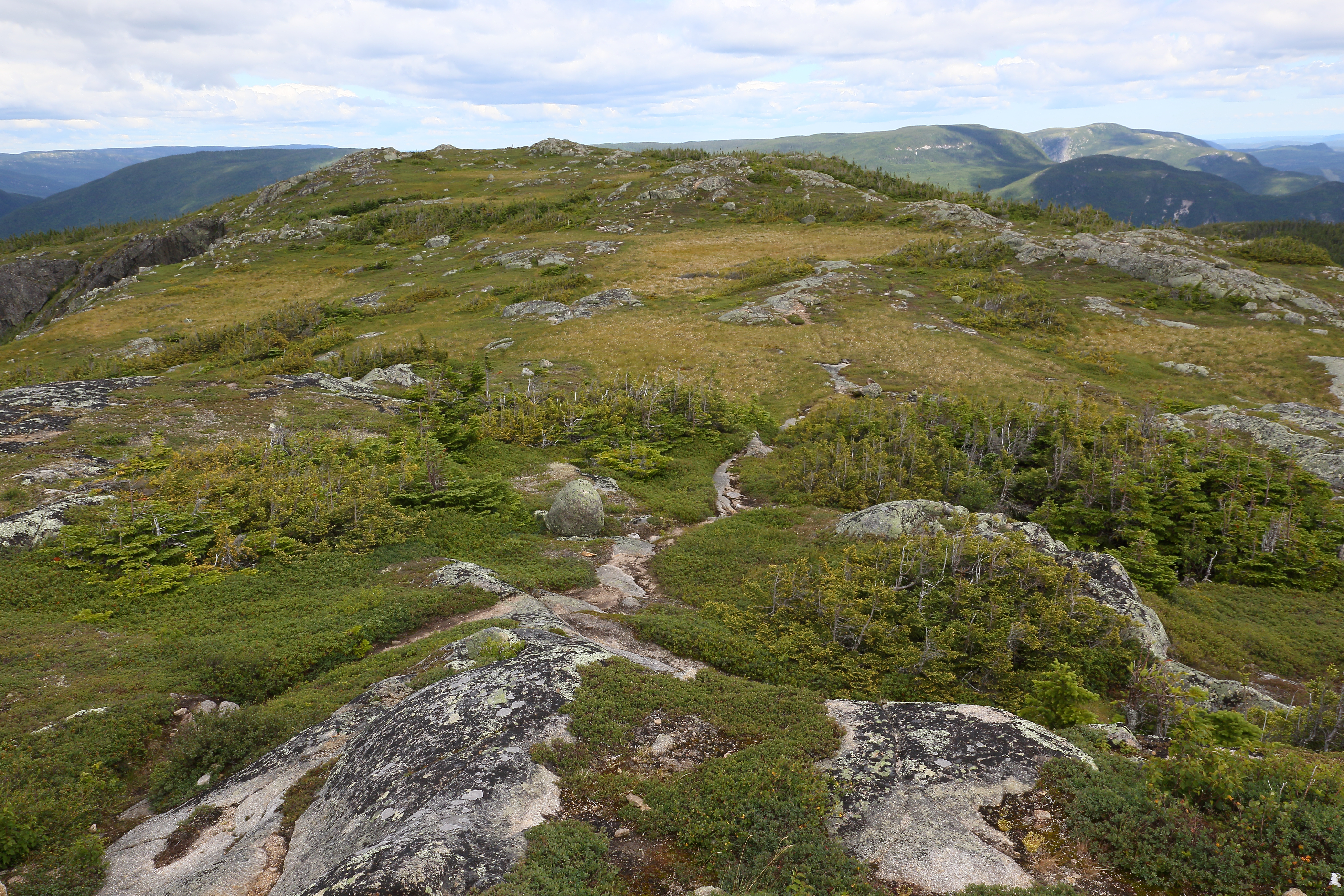
La toundra alpine recouvre son sommet.
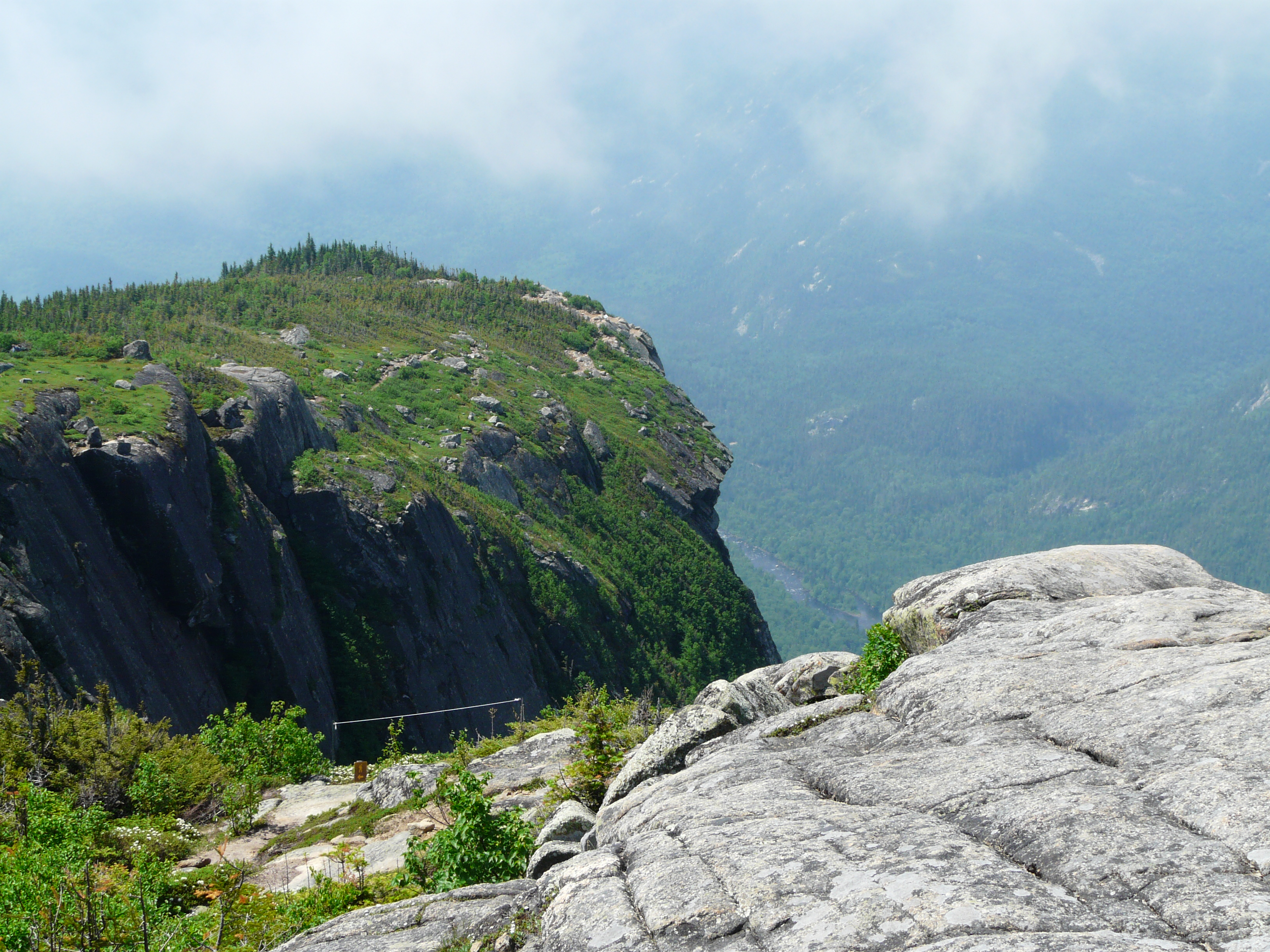
Acropole des Draveurs.
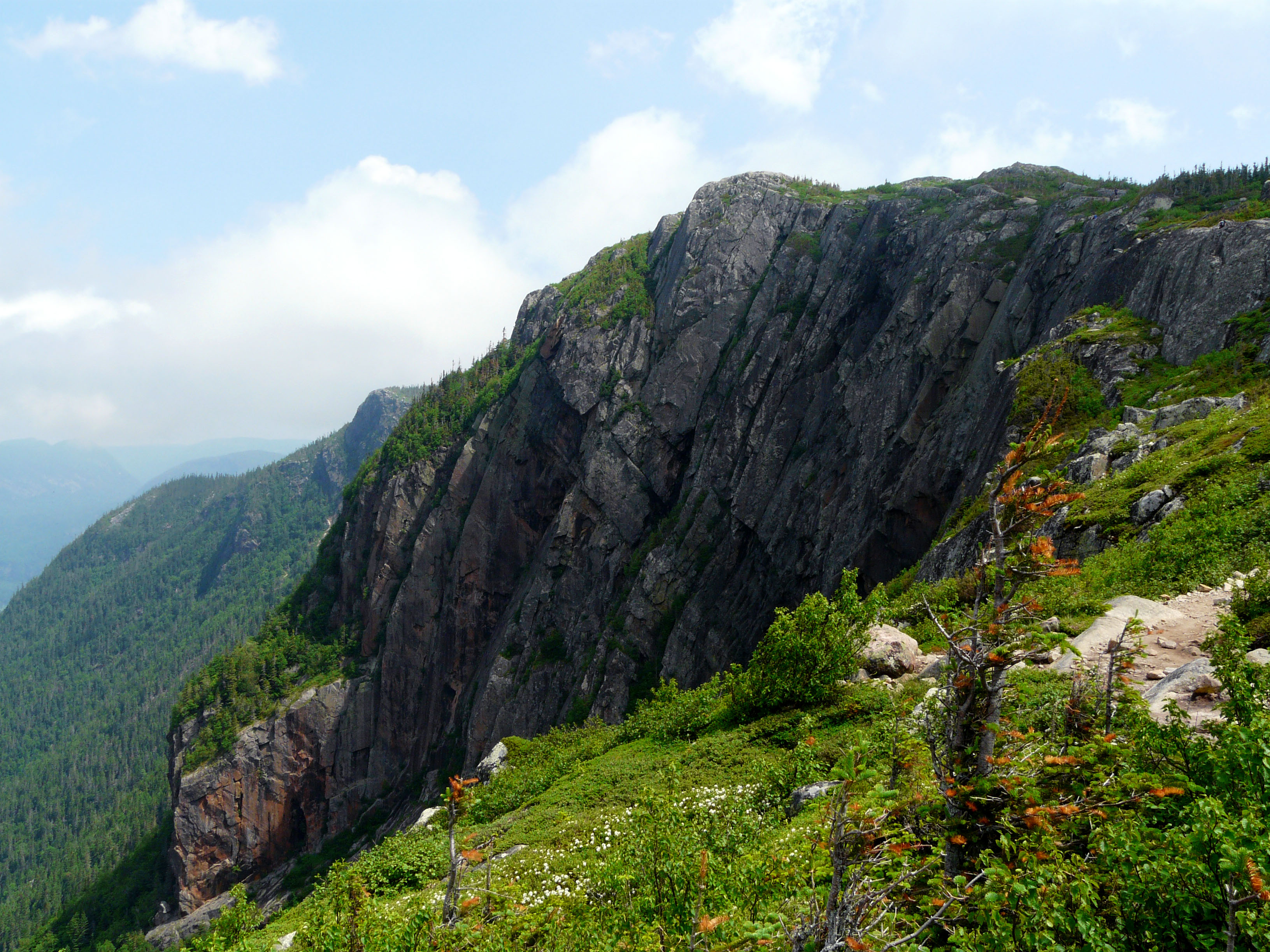
Paroi rocheuse.
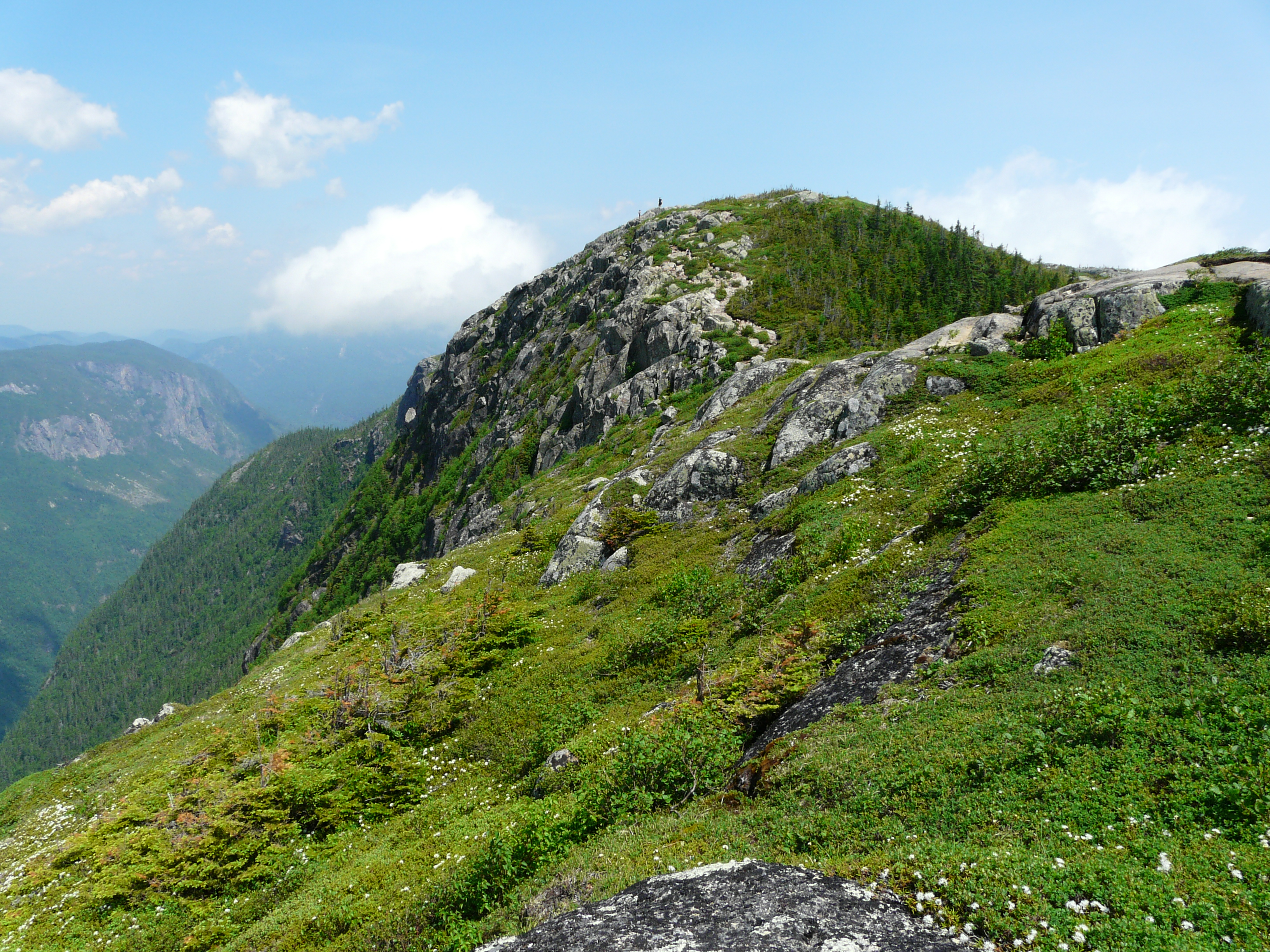
L'un des sommets de la montagne.
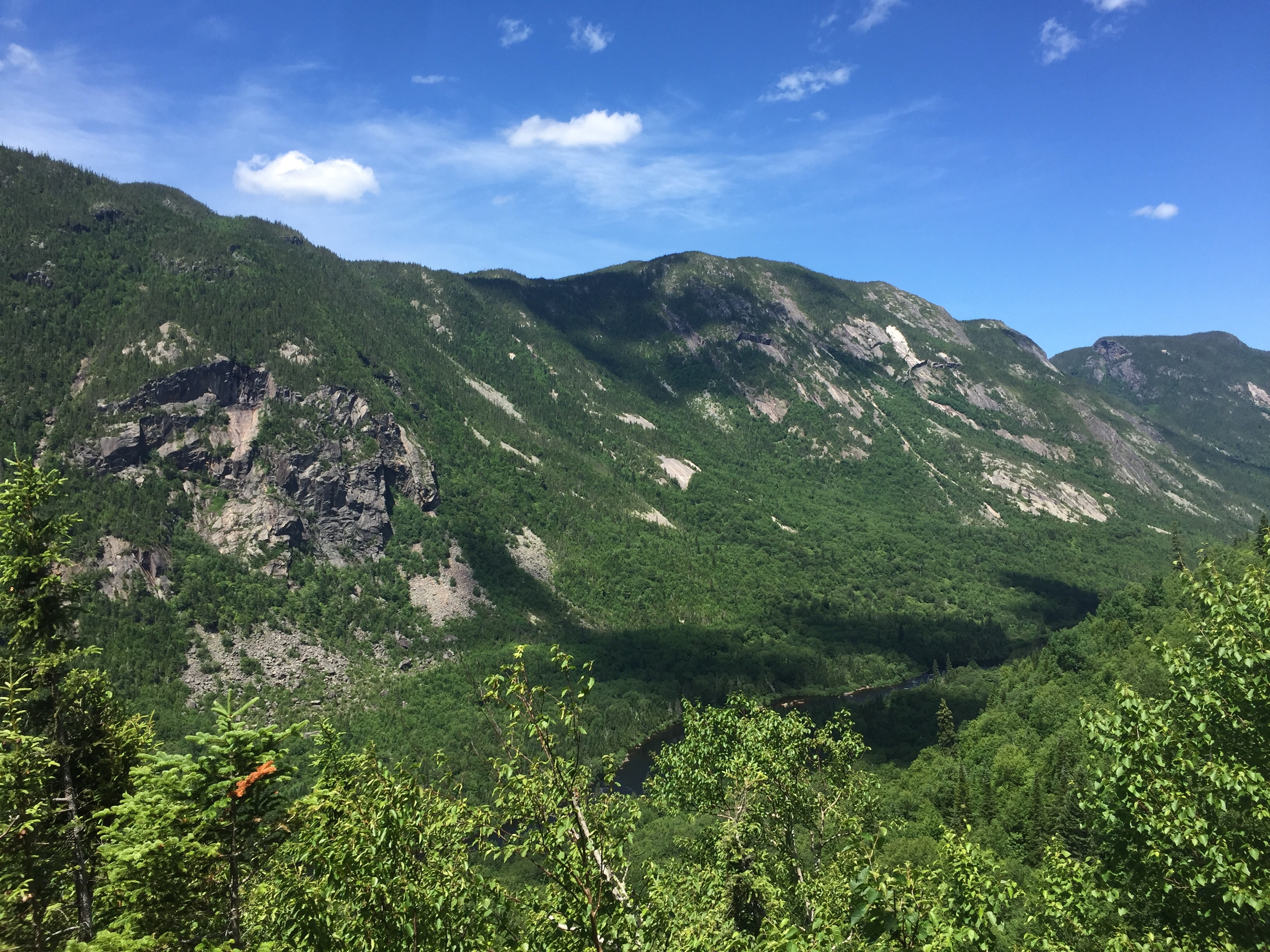
Vue depuis les pentes occidentales de l'Acropole des Draveurs.

## Histoire
Lors de la candidature de Québec pour les Jeux olympiques d'hiver de 2002, l'Acropole des Draveurs est pressentie pour recevoir les épreuves de descente, en raison de sa proéminence particulièrement importante par rapport aux autres sommets du massif. Toutefois, puisqu'il n'existe aucune infrastructure et que la montagne est située dans un paysage naturel d'exception, l'option n'est pas privilégiée. Le projet est dénoncé par des groupes environnementaux, la municipalité régionale de comté de Charlevoix-Est et la Corporation de la réserve de la biosphère de Charlevoix. Le gouvernement décidera de protéger la région avec la création du parc national des Hautes-Gorges-de-la-Rivière-Malbaie en 2000.

## Activités

### Ascension
Le sentier de l'Acropole des Draveurs, du côté du parc national des Hautes-Gorges-de-la-Rivière-Malbaie, permet d'accéder au sommet de la montagne. Pour atteindre le point de départ de la randonnée, il est nécessaire de prendre un bus à l'accueil du parc. La distance à parcourir aller-retour est d'environ 10 kilomètres pour un dénivelé de 800 mètres. Le sentier est aménagé. Restauré avec des marches de pierre au début des années 2000 pour augmenter son accessibilité, il reste tout de même parmi les plus exigeants au Québec.